# 大正消防署

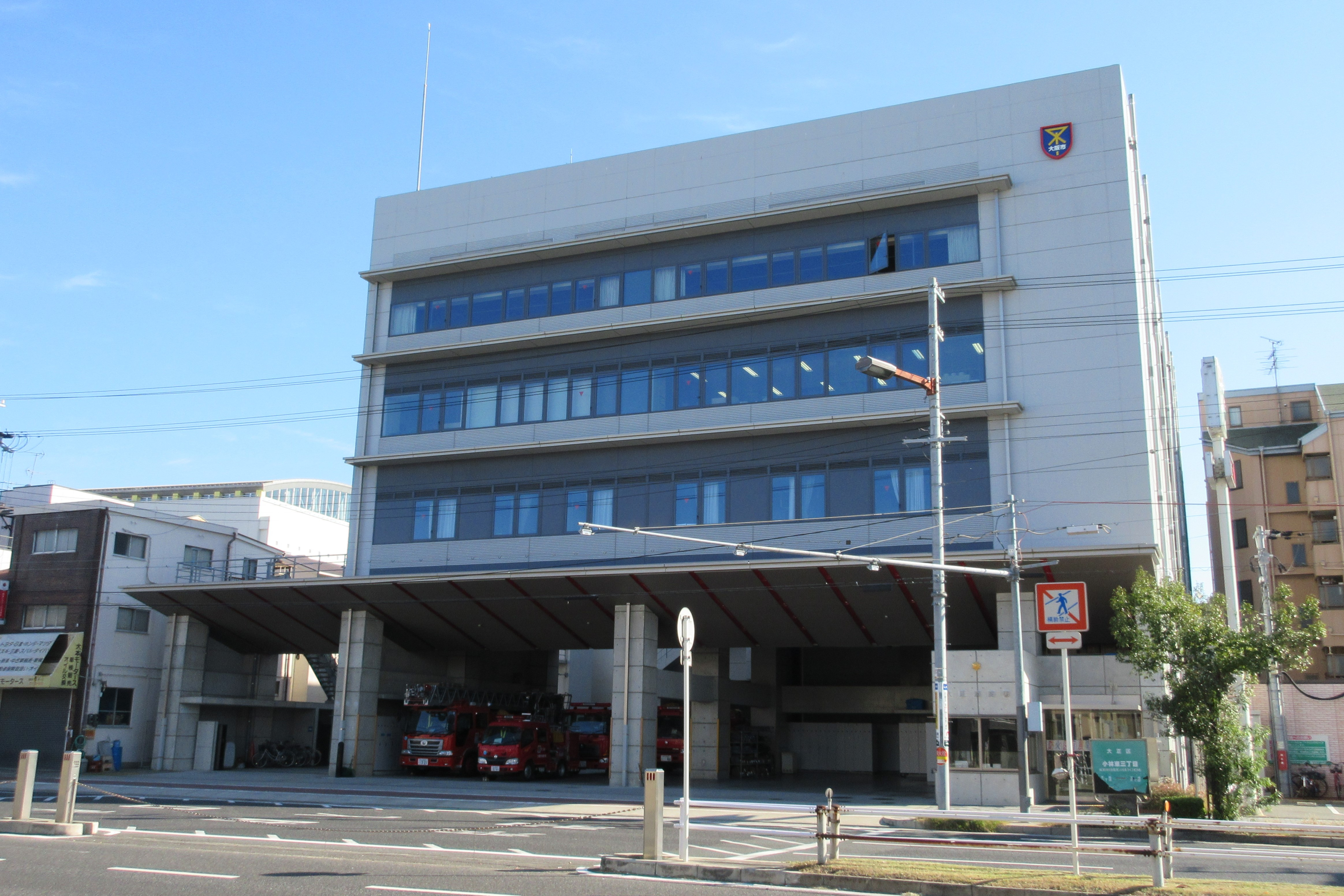
大正消防署

大正消防署（たいしょうしょうぼうしょ）は、大阪市大正区にある大阪市消防局が管轄する消防署である。
本署は大正区小林東3丁目に位置し、泉尾・鶴町の2出張所、13台の消防車、1台の救急車が配備され、大正区の安全確保に努めている。

## 沿革
昭和9年（1934年）、小林町（現在の大正区小林）に開設され、同年の室戸台風の被害（最大風速48メートル、大正区内では全域が冠水し、死者119人、被災者約123,000人）を受け、昭和11年（1936年）に鶴町出張所が建て替えられた。
その後、昭和17年（1942年）から18年（1943年）の間に、北恩加島警備屯所、南恩加島警備屯所、船町警備屯所の3つが開設され、昭和19年（1944年）に全ての警備屯所が出張所に昇格したが、昭和20年（1945年）の大阪大空襲による焼失のため、市内の12ヶ所消防署も被害を受け、大正消防署は統廃合され、臨港消防署に改称した。その後昭和21年（1946年）には西消防署と改称された。
昭和23年（1948年）の消防組織法の施行により、西消防署から分割され、大正消防署が新設された。なお、消防本署は昭和39年（1964年）に建て替えられ、泉尾消防出張所は平成4年（1992年）2月、鶴町消防出張所は平成7年（1999年）にそれぞれ新設され、現在に至っている。

## 本署・出張所所在地
- 大正消防署 - 大正区小林東3-5-16
  - 泉尾出張所 - 大阪市大正区泉尾1-26-4
  - 鶴町出張所 - 大阪市大正区鶴町3-14-1

## 車両
本署
- ST190(スモールタンク車)
- L8(はしご車)
- BR15(救助工作車Ⅳ型)
- A368(高規格救急車)
- C3(化学車)
- PI304(広報車)
- AT10（泡原液搬送車）

泉尾出張所
- ST181
- ST83

鶴町出張所
- ST106